# Littledean Camp
Littledean Camp és, de fet, un castell amb vistes al poble de Littledean a Gloucestershire, Anglaterra, destacat pel seu disseny únic normand.
Conegut originalment com a "Littledean Roman Camp" o simplement "Roman Camp", mentre que antigament es pensava que tenia orígens romans (tal com es reflecteix als mapes més antics d'Ordnance Survey), l'arqueologia del segle XX ha demostrat que el castell es va construir al segle XI després de la invasió normanda de l'any 1066. El castell estava situat en un terreny alt amb vista a la vall de Severn i la ciutat veïna de Littledean. A més de protegir els pobles locals, el castell probablement estava pensat per funcionar amb els castells de Glasshouse Woods i Howle Hill Camp com a pantalla per protegir la ciutat de Gloucester de les amenaces militars de Gal·les.
Actualment, només queden i es poden veure clarament els moviments de terra del mur exterior. Els arbres creixen a les restes del Castell, i a causa de la seva classificació com a monument programat, el lloc no es manté. No obstant això, la quantitat d'arbres que cobreix aquests moviments de terres destaquen dels camps circumdants, la qual cosa permet que aquest lloc de dalt d'un turó (elevació ~600 m) es vegi clarament des de molts quilòmetres de distància.
El castell en si, és circular i relativament petit, uns 60 peus de diàmetre, amb un pati interior i un exterior, aquest últim protegit per un mur de vallum molt alt. El mur exterior té moviments de terra supervivents 12 peus d'alçada; originàriament haurien estat 15 peus d'alçada. Únicament per a un castell d'aquesta època, la muralla exterior té una motta integrada en el disseny, en lloc de situar-se al centre del castell; probablement va ser dissenyat per actuar com una combinació de torre de guaita i torre. L'entrada al castell era des del sud.
El castell de Littledean no va estar ocupat durant molt de temps i en l'època de l'anarquia a mitjan segle XII ja havia estat abandonat des de feia diversos anys, i es coneixia com l'"Antic Castell de Dean".